# Стукіт у двері (фільм, 2023)
«Стукіт у двері» (англ. Knock at the Cabin) — американський апокаліптичний фільм жахів, написаний, зрежисований і спродюсований М. Найт Шьямаланом для Blinding Edge Pictures. У головних ролях: Дейв Батиста, Руперт Ґрінт, Ніккі Амука-Берд, Бен Олдрідж і Джонатан Ґрофф.
Вихід фільму в США відбувся 3 лютого 2023 року компанією Universal Pictures.

## Синопсис
Під час відпустки дівчинку та її батьків беруть у заручники озброєні незнайомці, які вимагають від родини зробити вибір, щоб запобігти апокаліпсису.

## У ролях
| Актор            | Роль                      |
| ---------------- | ------------------------- |
| Дейв Батиста     | Леонард                   |
| Джонатан Ґрофф   | Ерік                      |
| Бен Олдрідж      | Ендрю                     |
| Крістен Куї      | Вен                       |
| Ніккі Амука-Берд | Сабріна                   |
| Еббі Квінн       | Едріан                    |
| Руперт Ґрінт     | Редмонд                   |
| М. Найт Ш'ямалан | ведучий рекламного ролика |

## Український Дубляж
- Студія: LeDoyen Studio
- Режисер дубляжу: Павло Скороходько
- Перекладач: Федір Сидорук

Ролі дублювали:
Олександр Погребняк, Павло Скороходько, Валерія Мялковська, Володимир Гурін, Юлія Перенчук, Катерина Качан, Володимир Кокотунов

## Виробництво
У вересні 2019 року Universal Pictures оголосила про свої плани розповсюджувати два неназваних на той час незалежних фільмів-трилерів, написаних і знятих М. Найтом Шьямаланом. У липні 2021 року «Час» вийшов у прокат як перший фільм у цьому партнерстві. В інтерв'ю для преси Шьямалан розповів, що працює над адаптацією роману, і що він на півдорозі зробив перший проєкт, уточнивши, що він на сторінці 54 і працює над сценою, де «має статися щось справді погане». За словами Шьямалана, сценарій фільму був найшвидшим за всю його кар'єру. У жовтні стало відомо назву фільму — «Knock at the Cabin». У грудні представники Шьямалана спростували чутки про те, що фільм буде знятий одним дублем.
У грудні 2021 року до акторського складу приєднався Дейв Батиста. На початку 2022 року акторський склад поповнили Руперт Грінт, Ніккі Амука-Берд, Бен Олдрідж і Джонатан Грофф. Знімання розпочали 19 квітня 2022 року в окрузі Берлінгтон, штат Нью-Джерсі.

## Випуск
Театральний прокат заплановано Universal Pictures на 3 лютого 2023 року. Спочатку він мав вийти 17 лютого, але пізніше вихід перенесли.